# Mohamed Sibari
Mohamed Sibari (Alcazarquivir, protectorado español de Marruecos, España 1945 - Larache, Marruecos 2013) fue un escritor marroquí. Su lengua de expresión artística era el español. Es considerado el iniciador de la literatura marroquí en español, dado que su novela El caballo (1994) fue la primera novela escrita en español por un escritor marroquí y publicada en Marruecos.

## Biografía
Mohamed Sibari (en árabe: محمد الصيباري ) nació en Alcazarquivir, provincia de Larache (Marruecos), el 18 de abril de 1945 y falleció el 28 de noviembre de 2013. Sibari fue periodista, poeta, novelista y traductor. Estudió Literatura en Granada. Fue administrador del Hospital Provincial de Tánger y profesor del colegio español Luis Vives de Larache. Fue uno de los fundadores de la Asociación de Escritores Marroquíes en Lengua Española (AEMLE), fue presidente de la Asociación de Hispanistas de Larache, fundador y vicepresidente de la Asociación Mille-Poètes Maroc, presidente de Asociación Comunicación y Cultura de Larache, miembro honorífico y vitalicio de la Asociación de Autores-Autónomos de Canadá y socio de honor de la Asociación de Arte "Ocre & Oro-El arte y el artista" de Barcelona. Fue miembro activo y honorífico en varias asociaciones locales y extranjeras. Sibari murió el 28 de noviembre de 2013 en Larache.

## Características de sus obras
En las obras de Sibari prevalece el canto a Larache, terruño del autor, que destaca en la narración de anécdotas y hechos cotidianos, con una gran sensibilidad para traducir al español. Asimismo, plasma en sus escritos la gracia proverbial de la cultura marroquí que explorada con paciencia, el pequeño mundo de la ciudad, con sus personajes cotidianos y tintes de nostalgia, de los tiempos vividos en convivencia de las tres culturas monoteístas (musulmanes, judíos y cristianos) durante los años del Protectorado español en Marruecos. El tiempo del Protectorado es vivido como ejemplo de cohabitación e identidad abierta, irremediablemente perdido por el curso de la historia y que justifica probablemente la elección de la lengua española como único vehículo para la narración.

## Obras

### Novelas
- El Caballo (Editions Marocaines et Internationales. Tanger; 1993).
- Regulares de Larache (Editions Marocaines et Internationales. Tánger; 1994).
- Judería de Tetuán (Editorial Lal-La Menana, Madrid; 1995).
- La Rosa de Xauen (Editorial Lal-La Menana, Madrid; 1996).
  - La rose de Chaouen (Traducción al francés. Poetas Sin Fronteras, Estados Unidos; 2007).
  -  La Rosa de Xefxauen (Traducción al catalán. Lulu; 2009).
- Sidi Baba (Editorial Lal-La Menana, Madrid; 1999).
- De Larache al Cielo (Editorial Lal-La Menana, Madrid; 2006).
  - De Larache au ciel (Traducción al francés. Altopress, Tánger; 2007).
  - De Larache [sic] al Cel (Traducción al catalán. Lulu; 2009).
- Un lobo de guante blanco (Editorial Lal-La Menana, Madrid 2009).
- Tres orillas y dos mares (Editorial Slaiki Frères, Tánger, 2013).

### Poemarios
- Poemas de Larache (Editorial Lal-La Menana, Madrid; 1994).
- Poemas del Lukus (Editorial Lal-La Menana, Madrid; 2007).
  - Poemes del Lucos (Traducción al catalán. Lulu; 2009)
- Diez poemas de amor y una Paloma (Editorial Lal-La Menana, Madrid; 2008).
- Limosna de amor (Editorial Lal-La Menana, Madrid 2009).
- Julia Constantino Lixus y Julia Herrera (Editorial Lal-La Menana, Madrid; 2011).
- Lixus e Híspalis Editorial Lal-La Menana, Madrid; 2011)

### Cuentos
- Cuentos de Larache (Editorial Lal-La Menana, Madrid; 1998).
- El Babuchazo (Editorial Lal-La Menana, Madrid; 2005).
- Cuentos del Zoco Chico (Editorial Lal-La Menana, Madrid; 2009).

### Relatos
- Relatos de las Hespérides (2000).
- Relatos del Hammam (Editorial Lal-La Menana, Madrid; 2001).
- Pinchitos y Divorcios (Editorial Lal-La Menana, Madrid; 2002).
- Relatos de Lal-La Menana (Editorial Lal-Menana, Madrid; 2011).

### Aparición en antologías
Dado que es uno de los autores más prolíficos de la literatura hispanomagrebí, algunos fragmentos de sus obras aparecen en las siguientes antologías:
- Literatura marroquí en Lengua Española (Ed.: Mohamed Chakor y Sergio Macías. Ediciones Magalia, 1996)
- Escritores marroquíes de expresión española. El grupo de los 90 (Ed.: Mohamed Bouissef Rekab, Publicaciones de la Asociación Tetuán Asmir, 1999)
- Nueva antología de relatos marroquíes (Ed.: Jacinto López Gorgé. Ediciones Port Royal, 1999)
- Arrivar a la Bahía. Encuentro de poetas (Ed.: Paloma Fernández Gomá. Junta de Andalucía, 2000)
- La puerta de los vientos, narradores contemporáneos (Ed.: Marta Cerezales, Miguel Ángel Morata y Lorenzo Silva. Ediciones Destino, 2004)
- Larache a través de textos (Ed.: María Dolores López Enamorado. Junta de Andalucía, 2004)
- Voces de Larache (Asociación de Escritores Marroquíes en Lengua Española, 2005)

## Premios y reconocimientos
- Candidato al Premio Príncipe de Asturias de las Letras (nominado por la Universidad Sidi Mohamed Ben Abdellah de Fez).
- Medalla de Honor Pablo Neruda 2004.
- Condecorado por S.M. Juan Carlos I con el grado de la Cruz de Oficial del Mérito Civil (2003).
- Premio Internacional de Creatividad Naji Nouman, Líbano 2010.
- Premio "Ocre & Oro-El arte y el artista", Barcelona 2010.

Mohamed Sibari fue homenajeado en Larache, su tierra natal, el 4 de diciembre de 2010. El acto se celebró en el salón del actos del colegio español Luis Vives, al que asistieron sus familiares, amigos íntimos y personalidades representantes del gobierno larachense. El evento fue organizado por las asociaciones Larache en El Mundo, Al-Ándalus y Ocre & Oro. El autor recibió en nombre de las tres asociaciones culturales la escultura del logo Ocre & Oro.